# Jugendstrafvollzugsgesetz

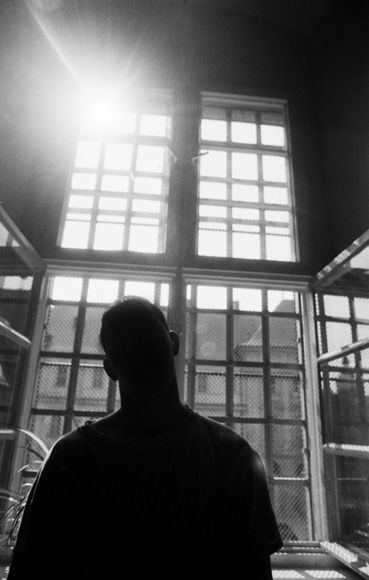

Jugendstrafvollzugsgesetz är en lag i Tyskland från 2008. Den reglerar ungdomsvården för unga lagbrytare.